# Forordning om ulovligt fældet træ
EU's forordning om ulovligt træ er Den Europæiske Unions forordning af 20. oktober 2010 til bekæmpelse af handel med ulovligt fældet træ og træprodukter i EU. I henhold til forordningen er det forbudt at markedsføre ulovligt fældet træ og træprodukter, og forordningen indeholder kravene til virksomhederne. Forordningen finder anvendelse i alle EU-medlemsstater og træder i kraft den 3. marts 2013. 

## Forordning (EU) nr. 995/2010
Forordningen om fastsættelse af krav til virksomheder, der bringer træ og træprodukter i omsætning 
er udarbejdet af Europa-Parlamentet og Rådet i henhold til Artikel 192, stk. 1 

## Kontekst
Forordningen omhandler ulovlig skovhugst; når der fældes træ i strid med oprindelseslandets gældende lovgivning har det  omfattende negative økonomiske, miljømæssige og samfundsmæssige virkninger for nogle af verdens mest sårbare skove og samfund, som er afhængige af disse skove. Ulovlig skovhugst medfører tabte indtægter, underminerer de legitime virksomheders bestræbelser og forbindes med afskovning, tab af biodiversitet og udledning af drivhusgasser samt konflikter om arealer og ressourcer og indfødte samfunds afmagt.
EU er et vigtigt eksportmarked for de lande, hvor ulovligheden og den dårlige forvaltning af skovbrugssektoren er mest fremherskende. Ved at tillade træ og træprodukter, som eventuelt stammer fra ulovlige kilder på EU-markedet, understøtter EU-landene i bund og grund ulovlig skovhugst.
EU har for at løse dette problem i 2003 udviklet en handlingsplan om retshåndhævelse, god forvaltningspraksis og handel på skovbrugsområdet udviklet en handlingsplan, FLEGT-handlingsplanen . Denne handlingsplan indeholder en række foranstaltninger, som har til formål at udelukke ulovligt træ fra markederne, forbedre forsyningen af lovligt træ og øge efterspørgslen efter ansvarlige træprodukter. 
Der er også indgået  frivillige partnerskabsaftaler  EUTR der er handelsaftaler med træeksporterende lande til forebyggelse af markedsføring af ulovligt træ på det europæiske marked) indgår som de to nøglekomponenter i handlingsplanen.

## Oversigt
Med det formål at bekæmpe ulovlig skovhugst på globalt plan forbyder EUTR markedsføring af ulovligt fældet træ og produkter på basis af dette træ. I henhold til forordningen inddeles dem der omsætter træ eller træprodukter, i to kategorier – virksomheder og forhandlere. De har hver især en række klare forpligtelser. 
Virksomheder, som i forordningen defineres som dem, der bringer træ eller træprodukter i omsætning på EU-markedet for første gang, skal udvise fornøden omhu . I modsætning hertil skal forhandlere, som i henhold til EUTR er dem, som sælger eller køber træ eller træprodukter, der allerede er bragt i omsætning på EU-markedet, opbevare information om deres leverandører og kunder (ikke privatpersoner), således at produkterne nemt kan spores.

### Due diligence-ordningen
Virksomheder skal udvise "fornøden omhu", når de bringer træ eller træprodukter i omsætning på EU-markedet, således at risikoen for handel med ulovligt fældet træ eller produkter med ulovligt fældet træ minimeres. 
Med andre ord betyder det, at de skal implementere et risikoforvaltningssystem med tre hovedelementer:
- Oplysning: Virksomheden skal have adgang til oplysninger, der beskriver træet og træprodukterne, hugstlandet (og hvis relevant region og koncessionsområde), sort, mængde, navn og adresse på leverandøren samt oplysninger om overensstemmelse med national lovgivning.
- Risikovurdering: Virksomheden bør vurdere risikoen for ulovligt træ i forsyningskæden baseret på ovennævnte oplysninger og under hensyntagen til kriterierne i EUTR.
- Risikobegrænsning: Når vurderingen viser, at der er risiko for ulovligt træ i forsyningskæden, kan den pågældende risiko afhjælpes ved hjælp af yderligere foranstaltninger, eksempelvis ved at kræve yderligere oplysninger og efterprøvning hos leverandøren.

Virksomhederne kan vælge at udvikle deres eget due diligence-system eller benytte et system, der er udviklet af et overvågningsorgan. 

## Anvendelsesområde
Forordningen gælder for både importerede produkter og træ og træprodukter, der er fremstillet på hjemmemarkedet. Forordningen dækker en lang række træprodukter, herunder produkter af massivt træ, gulvbrædder, krydsfinér, papirmasse, papir osv. Forordningen dækker ikke genanvendte produkter og trykt papir såsom bøger, blade og aviser.
Træ og træprodukter omfattet af gyldige FLEGT-licenser  eller CITES-tilladelser  anses for at overholde forordningens krav. 
Privatpersoner, som sælger eller køber træ eller træprodukter til personlig brug, er ikke omfattet af EUTR. 

## Gennemførelse
EU's forordning om ulovligt træ finder anvendelse i alle EU-lande. Den lovgivende myndighed i det enkelte land fastsætter effektive, passende og afskrækkende sanktioner for at sikre overholdelsen af EUTR. En kompetent myndighed i hvert land koordinerer håndhævelsen af forordningen  .

## Sekundær lovgivning
Europa-Kommissionen vedtog den 23. februar 2012 en forordning (EU) nr. 363/2012 om procedureregler for anerkendelse og inddragelse af anerkendelse af overvågningsorganer  . 
Derudover vedtog Europa-Kommissionen den 6. juli 2012 en gennemførelsesforordning  for at sikre, at forordningen finder anvendelse på ensartet vis i hele EU. Denne gennemførelsesforordning anfører de foranstaltninger til risikovurdering og risikobegrænsning, som indgår i "due diligence"-ordningen, samt hyppigheden og arten af kontroller, som medlemsstaternes kompetente myndigheder udfører af overvågningsorganerne. 